# Gastrodia tonkinensis
Gastrodia tonkinensis là một loài thực vật có hoa trong họ Lan. Loài này được Aver. & Averyanova mô tả khoa học đầu tiên năm 2006.